# Mieczysław Karłowicz (ciclista)
Mieczysław Karłowicz (nascido em 8 de setembro de 1963) é um ex-ciclista profissional polonês. Ganhou a Volta à Polônia em 1990.